# Mount Moffat
Mount Moffat är ett berg i Antarktis. Det ligger i Västantarktis. Argentina, Chile och Storbritannien gör anspråk på området. Toppen på Mount Moffat är 1 250 meter över havet, eller 176 meter över den omgivande terrängen. Bredden vid basen är 3,3 km.
Terrängen runt Mount Moffat är kuperad åt sydost, men åt nordväst är den platt. Trakten är obefolkad. Det finns inga samhällen i närheten.